# Агеєнко Петро Михайлович
Петро́ Миха́йлович Агеєнко (1888 , Литвинівка, Старобільський повіт, Харківська губернія, Російська імперія  — 1958 ) — український радянський діяч, головний лікар першої Харківської клінічної лікарні, заслужений лікар УРСР. Депутат Верховної Ради УРСР 1–3-го скликань.

## Біографія
Народився 1888 року в родині селянина в селі Литвинівка, тепер Біловодського району Луганської області. У 1907 році закінчив Старобільську гімназію.
Освіта вища. У 1913 році закінчив медичний факультет Харківського університету і працював сільським лікарем у Харківській губернії. Під час Першої світової війни служив військовим лікарем у російській армії.
У 1918–1941 роках — завідувач медичної дільниці; хірург, головний лікар Вільшанської лікарні (селище Вільшани Дергачівського району Харківської області).
Член ВКП(б) з 1940 року.
Під час німецько-радянської війни працював головним хірургом евакогоспіталів Червоної армії у Казахській РСР. У 1943 році повернувся на Харківщину, призначений головним лікарем Богодухівської міської лікарні.
З 1943 року працював головним лікарем — хірургом Харківської першої міської клінічної лікарні імені Леніна.

## Нагороди
- орден Трудового Червоного Прапора
- медаль «За трудову доблесть»
- дві медалі
- заслужений лікар Української РСР (7.03.1946)